# Pachyneuron texanum
Pachyneuron texanum är en stekelart som beskrevs av Girault 1917. Pachyneuron texanum ingår i släktet Pachyneuron och familjen puppglanssteklar. Inga underarter finns listade i Catalogue of Life.